# مالك محمد
مالك محمد أحمد برمة (13 أبريل 1989 بالسودان - ) هو لاعب كرة قدم سوداني في مركز الدفاع. شارك مع منتخب السودان لكرة القدم.

## وصلات خارجية
- مالك محمد على موقع قاعدة بيانات كرة القدم.إي يو (الإنجليزية)
- مالك محمد على موقع ناشيونال فوتبول تيمز (الإنجليزية)
- مالك محمد على موقع Soccerway.com (الإنجليزية)